# Químico profissional (Canadá)
Químico profissional é o termo para químicos licenciados ou registrados no Canadá que têm permissão para oferecer seus serviços profissionais diretamente ao público. A designação de químico profissional é comumente abreviada para PChem quando adicionada como sufixo após o nome de uma pessoa.
O termo químico profissional e a prática real da química profissional são legalmente definidos e protegidos pelo governo canadense. Em algumas jurisdições, somente químicos profissionais registrados ou licenciados ou químicos autorizados têm permissão para usar o título ou praticar química profissional.
A marca que identifica um químico profissional licenciado/registrado é a autoridade para assinar e selar ou "carimbar" documentos químicos (relatórios, desenhos e cálculos) para um estudo, estimativa, projeto ou análise, assumindo assim a responsabilidade legal por ele.

## Registro e regulamento
Cada província tem procedimentos e requerimentos específicos para licença ou registro. Cada licença é válida apenas na província da qual foi garantida. Muitos químicos profissionais mantém licenças em diversas províncias por essa razão. O procedimento de licenciamento varia, mas o processo geral é:
- Gradue em um programa universitário credenciado em química;
- Acumule uma certa experiência como químico em treinamento; isso pode variar de dois a cinco anos, dependendo da província.

## O título dequímico
O título de químico é legalmente protegido em algumas províncias, o que significa que é ilegal usá-lo para oferecer serviços de química ao público, a menos que a permissão seja especificamente concedida por essa província por meio de uma licença profissional de químico. Com a documentação legal, isso geralmente é chamado de Direito ao Título. Um profissional licenciado tem a opção de usar um Anel de Químico.

## Prática não-licenciada
Como a regulamentação da prática da química é realizada pelas províncias do Canadá, as áreas da química que são uma exceção aos requisitos regulatórios obrigatórios são:
- Um professor que ensina química em um programa credenciado;
- Pessoal militar atualmente licenciado ativamente com o governo canadense.

Os químicos não estão registrados em uma disciplina específica, mas são proibidos pelo código de ética de praticar além de seu treinamento e experiência. As violações do código costumam ser motivos suficientes para a aplicação da lei, que pode incluir a suspensão ou perda da licença, bem como sanções financeiras e agora, através de alterações recentes na lei canadense, também podem resultar em prisão, caso se mostre que a negligência for considerada parte de qualquer incidente em que haja perda de vidas humanas.
Alguns exemplos de químicos profissionais seriam químicos de campos petrolíferos, químicos de fluidos de perfuração, químicas ambientais, bioquímicos ou farmacêuticos.